# Juan Antonio Celdrán
Juan Antonio Celdrán Montoya (L'Hospitalet de Llobregat, 25 marzo 1936) è un ex calciatore spagnolo, di ruolo portiere.

## Carriera
Prodotto del settore giovanile del Barcellona, Celdrán esordì con la prima squadra nella Liga spagnola il 17 gennaio 1960, sul campo dell'Osasuna, entrando nel secondo tempo al posto di Antonio Ramallets. I catalani vinsero l'incontro per 2-3 e Celdrán contribuì mantenendo la rete inviolata durante il suo periodo in campo, entrò infatti sul risultato di 2-1 per i padroni di casa.
Nella stagione 1960-1961 fu ceduto in prestito proprio all'Osasuna, in Segunda División spagnola. Durante questa annata a Pamplona, giocando da titolare, contribuì alla vittoria del campionato.
Rientrato al Barcellona, fu per due stagioni il portiere di riserva dei catalani. Collezionò sette presenze tra campionato, Coppa del Generalissimo e Coppa delle Fiere. L'esordio internazionale avvenne il 28 febbraio 1962 sul campo dello Sheffield Weds.
Nel 1963 Celdrán lasciò il Barcellona e si accasò all'Elche, dove fu per due stagioni la riserva di Manuel Pazos.
Nel 1965 si trasferì al Pontevedra. Giocò da titolare nella prima stagione in Galizia, poi divenne la riserva di José María Cobo. Restò comunque al Pontevedra per un totale di cinque stagioni.
Nel 1970 Celdrán firmò con un'altra squadra catalana, il CD San Andrés, militante nella Segunda División.
Si ritirò nel 1971, all'età di 34 anni.

## Palmarès

### Club

#### Competizioni nazionali
- Primera División spagnola: 1

Barcellona: 1959-1960
- Segunda División spagnola: 1

Osasuna: 1960-1961
- Coppa di Spagna: 1

Barcellona: 1962-1963
- Coppa delle Fiere: 1

Barcellona: 1959-1960